# Villanovafranca
Villanovafranca é uma comuna italiana da região da Sardenha, na província da Sardenha do Sul, com cerca de 1.492 habitantes. Estende-se por uma área de 27 km², tendo uma densidade populacional de 55 hab/km². Faz fronteira com Barumini, Escolca (NU), Gesico, Guasila, Las Plassas, Villamar.

## Demografia
| Variação demográfica do município entre 1861 e 2011                               |
|                                                                                   |
| Fonte: Istituto Nazionale di Statistica (ISTAT) - Elaboração gráfica da Wikipedia |